# Minerva in atto di abbigliarsi
Minerva in atto di abbigliarsi è un dipinto di Lavinia Fontana, realizzato nel 1613, nel ventunesimo secolo esposto nella Galleria Borghese di Roma.

## Storia
Questo dipinto è stato un passo fondamentale per la storia dell'arte: infatti Minerva in atto di abbigliarsi rappresenta il primo nudo femminile ad opera di una donna, nonché l'ultima opera realizzata dall'artista (morta nel 1614). Esso venne incredibilmente commissionato, nonostante il soggetto "scandaloso", da un particolare esponente della Chiesa: il cardinale Scipione Borghese, uomo esperto di cultura classica e amante dell'arte.
Nel mentre che era proprietà della Galleria Borghese, il quadro è stato trasferito diverse volte, per numerose mostre in giro per il mondo, tra le quali:
- Nel 1994 a Bologna, nel Museo Civico Archeologico;
- Tra il 1997 e 1998 a Washington, al "National Museum of Woman in the Arts", dove è stato definito "l'opera più splendida mai giunta in questo Paese";
- Tra il 2007 e 2008 a Londra, nella "Barbican Art Gallery";
- Tra il 2018 e 2019 a Gand (Belgio), al "Musée des Beaux Arts de Gand";
- Tra il 2019 e 2020 a Madrid, nel ricchissimo Museo del Prado.[1]

## Descrizione
Nella Minerva in atto di abbigliarsi si trova al centro della scena la divinità romana Minerva (Atena per i Greci) viene "sorpresa" completamente nuda, a figura intera, mentre si accinge ad indossare un mantello. Mentre il corpo tenta di coprirsi le nudità, il volto della dea è inclinato e volutamente diretto verso lo spettatore, ammaliante e seducente; l'acconciatura della giovane era una delle più in voga non nell'Antica Roma, ma nell'epoca storica della pittrice Lavinia Fontana, il Seicento. Probabilmente in parte Minerva è proprio un autoritratto dell'autrice, fatto davanti allo specchio.
Altra caratteristica, in questo caso lampante, tipica dell'arte del Seicento è lo sfondo scuro, qui completamente nero, per accentuare al massimo i soggetti ritratti che, perciò, risultano il pieno centro della scena e sembrano brillare di luce propria: in particolare qui il nero accentua le forme della dea, in un forte atto di seduzione e quasi erotismo.
Non è invece deliberatamente messo in risalto il piccolo Cupido, fra l'altro proprio dio dell'erotismo, collocato sulla porta, avvolto da un rosso vermiglione con cui quasi si fonde e disperde: per offrirgli fattezze più umane che divine, l'autrice omette le ali al piccolo e lo ritrae invece mentre gioca con un elmo.
La "vestaglia" che la dea tiene delicatamente in mano appare preziosa e riccamente decorata: questo indumento femminile tipico delle donne appartenenti alla nobiltà romana si contrappone fortemente ad altri elementi presenti nella scena, come l'elmo, la lancia e lo scudo, tutti simboli di Minerva come dea vergine guerriera e della saggezza.